# Elba
«Ельба» (італ. Elba) — бронепалубний крейсер Королівських ВМС Італії кінця XIX століття типу «Реджіоні».

## Історія створення
Крейсер «Ельба» був закладений 22 вересня 1890 року на верфі «Regio Cantiere di Castellammare di Stabia», Кастелламмаре-ді-Стабія. Через брак фінансування роботи просувались повільно, корабель був спущений на воду лише 12 серпня 1893 року, вступив у стрій 27 лютого 1896 року.

## Історія служби
Після вступу у стрій крейсер «Ельба» протягом 1899-1901 років ніс службу на Далекому Сході. У 1901 році він повернувся до Італії. У 1902 році під командуванням капітана II рангу Раффаеле Бореа Річчі д'Ольмо вирушив до берегів Венесуели, де у складі міжнародних сил брав участь у блокаді під час Венесуельської кризи 1902-1903 років.
у лютому 1904 року «Ельба» разом з британським крейсером «Телбот», французьким крейсером «Паскаль» та американським канонерським човном «Віксбург» був свідком бою російського крейсера «Варяг» та канонерського човна «Кореєць» проти японського флоту в Чемульпо, яким розпочалась російсько-японська війна. Після завершення бою три крейсери відправили рятувальні шлюпки, щоб підібрати моряків, які вижили в бою. Крейсер «Ельба» підібрав 172 російських моряків. Надалі крейсер вирушив в Сеул для захисту італійського посольства. Незабаром його змінив крейсер «П'ємонте».
У 1907 році крейсер був переобладнаний на носія аеростатів, які використовувались для постановки морських мін.
Коли розпочалась італійсько-турецька війна, крейсер «Ельба» перебував у східноафриканських італійських колоніях Еритреї та Сомалі. У січні 1912 року він разом з крейсером «Лігурія» долучився до блокади османських портів у Червоному морі. Крейсер залишався у Червоному морі до закінчення війни. Оскільки основні турецькі сили в регіоні були знищені у бою в затоці Кунфіда, то «Ельба» на мав нагоди проявити себе у бойових діях.
У 1913-1914 роках корабель був переобладнаний на плавбазу гідролітаків та гідроавіаносець. Він міг нести 3 літаки Nieuport IV.
Крейсер не брав участі у бойових діях під час Першої світової війни. У 1916 він був виведений в резерв. У 1920 році (за іншими даними, у 1921 році) він був виключений зі складу флоту і проданий на злам. Остаточно розібраний у 1923 році.